# Огородников, Владимир Петрович
Влади́мир Петро́вич Огоро́дников (род. 10 июля 1945, Ленинград, СССР) — советский и российский ученый-философ

, специалист в области теории детерминизма (определённости и организованности природных и социальных процессов), становления и структурирования научного мировоззрения. Доктор философских наук (1987), профессор (1989).
Профессор и заведующий кафедрой философии в Ленинградской высшей партийной школе (1981—1991). Почётный профессор Петербургского государственного университета путей сообщения (2014)
Профессор и заведующий кафедрой философии Петербургского государственного университета путей сообщения (1991—2016).
Профессор кафедры истории и философии Военно-космической академии им. А. Ф. Можайского (с 2016).

## Биография
Родился 10 июля 1945 года в Ленинграде.
Трудовую деятельность начал в 15 лет, работал слесарем, фрезеровщиком.
Без отрыва от производства в 1964 году окончил радиотехнологический факультет Ленинградского электромеханического техникума
В 1964—1967 годах служил в Советской Армии.
В 1968—1969 годах инженер НИИ «Гидроприбор».
В 1969—1973 годах комсомольский работник Ленинграда.
В 1972 году окончил заочное отделение философского факультета Ленинградского государственного университета, а в 1979 году аспирантуру там же по специализации «Диалектический и исторический материализм». Вспоминал, что с прочтения работ Фридриха Энгельса — началось его увлечение философией.
С 1973 года — ассистент, с 1981 года — доцент кафедры философии Ленинградского института инженеров железнодорожного транспорта.
В 1979 году защитил диссертацию на соискание учёной степени кандидата философских наук по теме «Проблема категориальной структуры детерминизма и понятие „детерминация“» (специальность 09.00.01 — диалектический и исторический материализм).
С 1981 года — доцент, с 1989 года — профессор, заведующий кафедрой философии Ленинградской высшей партийной школы (по 1991).
В 1986 году защитил диссертацию на соискание учёной степени доктора философских наук по теме «Детерминизм как принцип научного мировоззрения» (специальность 09.00.01 — диалектический и исторический материализм).
Профессор (1990 г.), с 1991 по 2016 г. заведующий кафедрой философии, политологии и социологии ПГУПС.
С февраля 2016 года — профессор кафедры истории и философии Военно-космической академии имени А. Ф. Можайского.
Академик Российской академии гуманитарных наук (1996), член-корреспондент Российской академии естествознания (1996), академик Петровской академии наук и искусств (2003), член-корреспондент Международной академии высшей школы (2005), член-корреспондент РАЕН.
Член идеологической комиссии РКРП, член руководства политической партии РОТ Фронт.

## Семья
Жена — Головина Татьяна Юрьевна — врач-терапевт (род. 1957), две дочери-близнецы Анна и Анастасия — художники (род. 1986).

## Награды и отличия
- Юбилейная медаль «Двадцать лет Победы в Великой Отечественной войне 1941—1945 гг.» (1965)
- Юбилейная медаль «За доблестный труд. В ознаменование 100-летия со дня рождения Владимира Ильича Ленина» (1970)
- Медаль «Ветеран труда» (1990)
- Именные часы министра путей сообщения РФ
- Медаль «В память 300-летия Санкт-Петербурга»
- Медаль «В память о 200-летии со дня рождения П. П. Мельникова» (ОАО РЖД)
- Нагрудный знак Министерства транспорта РФ «200 лет транспортному образованию России»
- Почетная грамота Министерства Транспорта РФ (1 октября 2014 г.)
- Почетный диплом Законодательного Собрания Санкт-Петербурга «За выдающийся личный вклад в развитие высшего профессионального образования в Санкт-Петербурге, многолетнюю успешную научную и преподавательскую деятельность» (11 ноября 2009 года)
- «Почетный профессор Университета путей сообщения» (2014 г.).

## Труды
- Познание необходимости. Детерминизм как принцип научного мировоззрения. — М.: Мысль, 1985.
- Идеологический плюрализм видимость и сущность (в соавторстве Б. Н. Бессонов, И. С. Нарский., А. В. Момджян) — М.. «Мысль».: 1987.
- Общественная практика и общественные отношения / Р. Г. Яновский, М. Н. Руткевич, В. Ж. Келле, В. П. Огородников и др. — М.: Мысль, 1989.
- Играет ли Бог в кости? — СПб: Знание, 1991.
- Наука правильности мыслить. — СПб: Лен. обл. ин-т усовершенствования учителей, 1993.
- Человек и общество: Время в жизни человека. Смерть и бессмертие человека. Иркутск, 1993.
- Человек и общество: Познавательная практика человека. Социальная практика человека. Иркутск, 1994.
- Цель, смысл, истина и свобода в жизни человека. СПб., 1997.
- Пространство и время — ощущение, концепция, реальность. СПб., 1997.
- Материализм и постпозитивизм // Марксизм и современность. — Киев, 1999. — № 1—2.
- Социология. Учебник для вузов. — СПб.: «Питер», 2004.
- Логика. — СПб.: «Питер», 2004.
- Ностальгия по монизму // Философия в поисках и спорах: Петербургские сюжеты. СПб., 2007.
- История и философия науки : учеб. пособие / В. П. Огородников. — СПб.: Питер, 2011. — 362 с.
- Этатизация экономики — путь к социальному равенству./Сборник докладов IV Санкт-Петербургского международного экономического конгресса (СПЭК — 2018). — СПб.:ИНИР,2019.
- Информация, идеология и истина в структуре информационного противоборства. /Труды Военно-космической академии имени А. Ф. Можайского. 2019 г. Выпуск . 671
- THE LINK BETWEEN NECESSITY AND RANDOMNESS IN SCIENTIFIC DISCOVERY (Constructive Criticism of Karl Popper‟s Conception) //S C I E N T I F I C J O U R N A L «W I S D O M» (Kadzhik OGANYAN ) , 2 0 19, 2(13)
- On the Perceptual, the Conceptual, the Objectively Real and the Problem of Truth in Cosmogony and Cosmology//S C I E N T I F I C J O U R N A L «W I S D O M» (Kadzhik OGANYAN ) , 2 0 20, 1(14)
- Принцип детерминизма как основание вероятностно-статистического подхода к анализу данных. /Труды Военно-космической академии имени А. Ф. Можайского 2021, вып.675 (Зиновьев В. Г., Мышко В.В)
- Gnoseology-Based Analysis of the Relationship Between Truth and Fallacy./S C I E N T I F I C J O U R N A L «W I S D O M» , 2 0 21, 1(17) (Kadzhik OGANYAN )
- Social synergetic: synergetic Historicism And Humanism / Scientific journal «Wisdom», 2022, 3(23), 2022
- The problem of the subject and object of cognition in postnonclassical science/Scientific journal «Wisdom», 2023,2(26)